# 鄧瑞強
鄧瑞強博士（英語：Dr. TANG Sui Keung），是香港神學院神學及歷史科副教授，2008年起同時擔任香港中文大學崇基學院榮譽助理校牧。

## 簡歷
鄧瑞強，1981年入讀香港中文大學哲學系，1985年本科畢業後入讀香港中文大學研究院，師從陳特，1987年獲哲學碩士學位，碩士論文為《祈克果之生命三階段研究》。之後入讀中國神學研究院，1989年獲基督教研究碩士學位。
1989年至2003年，鄧瑞強於五旬節聖潔會永光堂任職傳道。之從返回香港中文大學研究院攻讀宗教研究哲學博士，專研基督教神學家潘霍華的倫理學，師從賴品超，2006年畢業，博士論文為《回應他者：潘霍華倫理學在中國處境下的意義》。2006年至2008年，他於香港中文大學文化及宗教研究系擔任一級導師。2008年轉任香港神學院，先擔任神學及歷史科專任講師，現任神學及倫理學副教授。
2008年至2013年，鄧瑞強同時擔任香港中文大學文化及宗教研究系兼任講師。由2008年起，鄧氏兼任香港中文大學崇基學院榮譽助理校牧。 另外，他亦經常在不同教會講道，並擔任公開講座及培靈會的主講。

## 個人生活
鄧瑞強原配楊燕玲是五旬節聖潔會永光堂拿撒勒之家資深長老，她因病於2017年3月9日辭世。 2020年6月13日，鄧瑞強與王曉鸞舉行結婚典禮。

## 著作
- 鄧瑞強（2024）。《好好思考，好好活着》，香港：印象文字。ISBN 9789624576603。
- 鄧瑞強（2019）。《荷花池畔春草綠》，香港：香港中文大學崇基學院。ISBN 9789628216307 。[18]
- 鄧瑞強（2016）。《敢於跟隨主》，香港：基道。ISBN 9789624575262 。[19]
- 鄧瑞強（2006）。《回應他者：潘霍華倫理學在中國處境下的意義》。香港：香港中文大學研究院博士論文。[20]
- 鄧瑞強（1987）。《祈克果之生命三階段研究》。香港：香港中文大學研究院碩士論文。[21]

## 編纂
- 鄧瑞強、趙崇明（編）（2016）。《當暴力世界遇上和平福音》，香港：基道、香港神學院。
- 鄧瑞強、趙崇明（編）（2015）。《當公共靈修遇上離地信仰》，香港：基道、香港神學院。
- 鄧瑞強、趙崇明（編）（2014）。《當耶穌遇上病了的教會》，香港：基道、香港神學院。
- 鄧瑞強、趙崇明（編）（2013）。《當傳統遇上更新：當代基督徒的更新之旅》，香港：基道、香港神學院。
- 鄧瑞強、趙崇明（編）（2012）。《當衝突遇上和好》，香港：基道、香港神學院。
- 鄧瑞強、趙崇明（編）（2011）。《當俗世遇上敬拜》，香港：基道、香港神學院。
- 鄧瑞強、趙崇明（編）（2009）。《當金錢遇上主人：金融危機下的信仰反》，香港：基道、香港神學院。

## 文章
- 鄧瑞強（2021）。〈臨在的基督親自說話—潘霍華論講道〉，趙崇明編:《道猶在耳：聽道與講道的神學》，香港：德慧文化。[22]
- 鄧瑞強（2020）。〈從「三一論」看接待倫理中「我」與「他者」的身分問題〉，趙崇明編:《一杯涼水：踐行接待的信仰》，香港：德慧文化、香港神學院。[23]
- 鄧瑞強（2020）。〈從「基督論」看接待倫理〉，趙崇明編:《一杯涼水：踐行接待的信仰》，香港：德慧文化、香港神學院。[23]
- 鄧瑞強（2019）。〈啟示錄的敬拜〉，趙崇明編:《有種呼吸叫敬拜》，香港：德慧文化。[24]
- 鄧瑞強（2019）。〈聖曆與崇拜〉，趙崇明編:《有種呼吸叫敬拜》，香港：德慧文化。[24]
- 鄧瑞強（2018）。〈解讀《負責任生命的結構》──約束下的自由：論承擔責任的生命〉，鄧紹光編：《解讀潘霍華《倫理學》》，香港：德慧文化。[25]
- 鄧瑞強（2018）。〈賴特的「福音」觀〉，趙崇明編:《我們傳甚麼?：從神學、歷史與聖經理解福音》，香港：德慧、香港神學院。[26]
- 鄧瑞強（2018）。〈啟示錄論及的「福音」〉，趙崇明編:《我們傳甚麼?：從神學、歷史與聖經理解福音》，香港：德慧、香港神學院。[26]
- 鄧瑞強（2018）。〈從死裡首先復活的耶穌（啟示錄一章4至8節）〉，趙崇明編：《講神傳道：香港神學院老師講道集》，香港：福音證主協會。[27]
- 鄧瑞強（2018）。〈拒絕希望的希望〉，陳韋安編：《盼望．抵抗．盼望》，香港：明風出版社。[28]
- 鄧瑞強（2018）。〈凱旋的群眾（啟示錄七章9至17節）〉，趙崇明編：《講神傳道：香港神學院老師講道集》,香港：福音證主協會。[27]
- 鄧瑞強（2017）。〈非暴力與靈性，有何相干？〉，鄧紹光編：《非暴力十二問》，香港：印象文字。[29]
- 鄧瑞強（2016）。〈面對他者的倫理〉，鄧瑞強、趙崇明編 ：《當暴力世界遇上和平福音》，香港：基道、香港神學院。[30]
- 鄧瑞強（2015）。〈啟示錄對城巿人的靈修提示〉，鄧瑞強、趙崇明編 ：《當公共靈修遇上離地信仰》，香港：基道、香港神學院。[31]
- 鄧瑞強（2014）。〈教會遺失了十字架〉，鄧瑞強、趙崇明編 ：《當耶穌遇上病了的教會》，香港：基道、香港神學院。[32]
- 鄧瑞強（2013）。〈芬蘭的新路德神學〉，鄧瑞強、趙崇明編 ：《當傳統遇上更新：當代基督徒的更新之旅》，香港：基道、香港神學院。[33]
- 鄧瑞強（2012）。〈以擁抱化解冤仇〉，鄧瑞強、趙崇明編 ：《當衝突遇上和好》，香港：基道、香港神學院。[34]
- 鄧瑞強（2011）。〈聖餐的革命性〉，鄧瑞強、趙崇明編 ：《當俗世遇上敬拜》，香港：基道、香港神學院。[35]
- 鄧瑞強（2010）。〈一笑解千愁——論笑的革命性〉，蘇遠泰、趙崇明編：《當憂慮遇上平安》，香港：基道、香港神學院。[36]
- 鄧瑞強（2010）。〈論雲格爾的《死論》：從基督教「唯獨恩典」的神學角度看死亡〉，載於夏其龍編：《墳場研究講座論文集》。香港：香港中文大學天主教研究中心，頁151-168。[37]
- 鄧瑞強（2009）。〈金錢與倫理〉，鄧瑞強、趙崇明編 ：《當金錢遇上主人：金融危機下的信仰反》，香港：基道、香港神學院。[38]
- 鄧瑞強（2006）。〈一個「子為父隱」的倫理個案：論潘霍華的倫理學的後現代性 （页面存档备份，存于）〉，載於曾慶豹編：《朋霍費爾與漢語神學》。香港：漢語基督教文化研究所，頁283-307。[39]

## 翻譯
- 鄧瑞強（譯）（1992），顔德活（B.E. Underwood）著。《屬靈的恩賜》。香港：香港五旬節聖潔會。

## 外部連結
- 香港中文大學崇基學院校牧室：鄧瑞強博士 （页面存档备份，存于）
- 華人教會網絡錄音存庫：鄧瑞強博士 （页面存档备份，存于）
- 基督日報：鄧瑞強